# Carenity
Carenity est un réseau social destiné aux personnes concernées par une maladie chronique. Il a été créé en 2011 par Michael Chekroun.

## Activité
Carenity fait partie des communautés en ligne s'étant constitué autour de maladies depuis le début des années 2010,,. Intégré à EvidentIQ Group depuis 2021, le site tire ses revenus d'enquêtes auprès des inscrits pour des laboratoires pharmaceutiques, fabricants de dispositifs médicaux ou organismes de recherche. Il se rapproche ainsi de l'américain PatientsLikeMe racheté par un assureur en 2019 ou de l'initiative publique ComPaRe,